# Tramvajová trať Průběžná – Nádraží Hostivař
Tramvajová trať Průběžná – Nádraží Hostivař je dlouhá asi 5 kilometrů a vede v Praze přes Strašnice Průběžnou ulicí a podjezdem pod železniční tratí 221, dále Švehlovou ulicí kolem Zahradního Města do Hostivaře, kde zahloubeným úsekem mimoúrovňově opouští Průmyslovou ulici do obratiště nedaleko nádraží Praha-Hostivař a sídliště Hornoměcholupská. Byla postupně vybudována v letech 1935 až 1982. V roce 2014 byla trať kompletně zrekonstruovaná.

## Historie výstavby
Trať Čechovo náměstí – Vozovna Strašnice ulicí V olšinách byla zprovozněna 6. ledna 1935 a již přitom byly vybudovány oblouky a slepý začátek budoucí tratě do Průběžné, který prozatím sloužil jako obratiště. Od 18. října 1936 byla od zastávky Průběžná zprovozněna odbočná trať Průběžnou ulicí na konečnou Zahradní Město. 3. listopadu 1952 byla dobudována mezilehlá smyčka Radošovická.
Další pokračování trati na náměstí J. Marata v Hostivaři bylo otevřeno až 3. ledna 1954. 7. září 1982 byla smyčka na náměstí Marata zrušena a 4. října 1982 byla trať prodloužena o 400 metrů dále do smyčky Nádraží Hostivař. 5. května 1987 byla v souvislosti s výstavbou Jižní spojky zrušena i smyčka Zahradní Město.
Při výluce koncového úseku od 20. března 1999 do 10. května 1999 byly obousměrné tramvajové vozy provizorně ukončeny na kolejovém přejezdu za zastávkou Hostivařská.
V rámci modernizace úseku železniční trati 220 mezi stanicemi Praha-Hostivař a Praha-Vršovice došlo 24. září 2021 k otevření nové stanice Praha-Zahradní město a současné úpravě směrového a výškového vedení tramvajové tratě mezi zastávkami Dubečská a Zahradní město. Na tramvajové trati v rozšířeném podjezdu zároveň vznikla nová zastávka Nádraží Zahradní Město v těsné přestupní vazbě na tuto novou železniční stanici. Za zastávkou Zahradní Město (pod Lanovým mostem) byla o několik dní dříve zprovozněna nová tramvajová smyčka Zahradní město. Do ní byla přesunuta ta polovina spojů páteřní linky 22, která předtím končila ve smyčce Radošovická, čímž došlo k plnému obnovení přestupní vazby mezi vlakem a tramvajemi (která utrpěla zrušením nádraží Praha-Strašnice). Na tramvajové trati došlo ke zrušení zastávky Na Padesátém, která byla od zastávky Dubečská (vybudované v roce 2014) vzdálena přibližně jen 150 m.

## Trasa a zastávky
Trať odbočuje z trati v ulici V olšinách. Téměř v celé trase (s výjimkou smyček a koncového úseku Hostivařská – Nádraží Hostivař) je vedena ve zvýšeném tramvajovém pásu ve středu ulice a konstruována pomocí velkoplošných panelů BKV. Koncový úsek v zahloubení Průmyslové ulice je pražcové konstrukce s krytem místy (zejména v obloucích) z žulové dlažby, místy asfaltovým.
V minulosti byl problémovým místem úzký a nízký podjezd pod železničními tratěmi mezi zastávkami Na Padesátém a Zahradní Město, kde byl silniční provoz sveden na koleje. Při deštích docházelo opakovaně k zatopení podjezdu, občasně též k stržení trolejového vedení neukázněným řidičem kamionu. Tramvaje měly mimo to v podjezdu návěstními značkami omezenu rychlost do 20 km/h. Křižovatky u obou konců podjezdu byly pro řidiče silničních vozidel přijíždějících z vedlejších směrů náročné na průjezd a proto rizikové. Řešení všech těchto problémů přišlo s modernizací této části IV. tranzitního železničního koridoru a definitivním zrušením seřaďovacího nádraží.
Světelnou signalizací jsou řízeny křižovatky V Olšinách – Průběžná, Průběžná – V korytech – Ke Strašnické, vyústění sjezdové rampy z jižní spojky, Švehlova – Topolová, přechod pro chodce u jihovýchodního konce zastávky Sídliště Zahradní Město, a křižovatky Švehlova – Práčská, Švehlova – Pražská a Švehlova – Hornoměcholupská – Hostivařská – Průmyslová. Po nějakou dobu bylo asi v 80. letech umístěno SSZ na křižovatce Průběžná – Na padesátém – Přetlucká, ale příliš se neosvědčilo a bylo demontováno. Mezi zastávkami Radošovická a Na padesátém trať projíždí kolem hasičské stanice a při výjezdech bývá provoz na krátkou chvíli zastaven signály střídavě blikajících červených světel.
- křižovatka Průběžná, odbočení z trati v ulici V olšinách mezi zastávkami Průběžná a Strašnická
- Na Hroudě, zastávky v obou směrech v Průběžné ulici (dříve byly zastávky blíže křižovatce a nesly název Průběžná, resp. Průběžná ulice)
- v roce 1938 existovala zastávka Petrovická ulice, v roce 1948 Petrovická
- Staré Strašnice, zastávky v obou směrech v Průběžné ulici (zastávka z centra je výstupní pro linky končící ve smyčce Radošovická) – v roce 1938 se zastávka jmenovala K nádraží, v roce 1948 Nádraží Strašnice, od 4. ledna 2021 má dnešní název
- křižovatka Průběžná – V Korytech – Ke Strašnické, vjezd do smyčky Radošovická (smyčka otevřena 3. listopadu 1952)
- křižovatka Průběžná – Radošovická, výjezd ze smyčky Radošovická (nástupní zastávka je ve smyčce)
- Radošovická, nácestné zastávky v obou směrech v Průběžné ulici (zastávka otevřena 3. listopadu 1952)
- Dubečská, zastávky v obou směrech v Průběžné ulici u ulice Dubečská (v roce 1938 Dubečská ulice, v roce 1948 Dubečská, poté na dlouhou dobu zrušena a od 12. září 2014 znovu otevřena)
- bývalá zastávka Na Padesátém (v roce 1938 název Na Skalce, v roce 1948 název Skalka, od 4. července 1990 název Na Padesátém, zastávka zrušena 14. června 2021[1])
- křižovatka Průběžná – Na Padesátém
- podjezdy pod železniční stanicí Praha-Zahradní Město
- Nádraží Zahradní Město, zastávky v obou směrech v Průběžné ulici v podjezdu pod železniční tratí (zastávka otevřena 24. září 2021)
- křižovatka s nájezdovou rampou Jižní spojky
- podjezd pod Jižní spojkou včetně jejího částečného mimoúrovňového napojení
- křižovatka se sjezdovou rampou Jižní spojky, bývalé odbočení do smyčky Zahradní Město na náměstí Mezi Zahrádkami, v původním dobovém pravopise Zahradní město s malým „m“ (smyčka zrušena 5. května 1987)
- Zahradní Město, zastávky v obou směrech na Švehlově ulici
- křižovatka Švehlova – Topolová – Ždánická, vjezd do nové smyčky Zahradní Město (smyčka otevřena 16. září 2021[2])
- Sídliště Zahradní Město, zastávky v obou směrech na Švehlově ulici, za zastávkou světelně řízený přechod (zastávka otevřena 9. dubna 1963)
- křižovatka Švehlova – Práčská
- Obchodní centrum Hostivař, zastávky v obou směrech ve Švehlově ulici, naproti obchodnímu domu Park Hostivař (zastávka otevřena 19. září 2014)
- Na Groši, zastávky v obou směrech ve Švehlově ulici
- Hostivařská, zastávky v obou směrech ve Švehlově ulici
- křižovatka Švehlova – Hornoměcholupská – Hostivařská – Průmyslová
- bývalá smyčka Náměstí Josefa Marata (zrušena 7. září 1982)
- drážní těleso mezi jízdními směry Průmyslové ulice se zahlubuje a podjezdem pod její jižní vozovkou i pod autobusovou konečnou vchází do obratiště
- Nádraží Hostivař, koncová smyčka s výstupními a nástupními zastávkami (smyčka otevřena 4. října 1982)

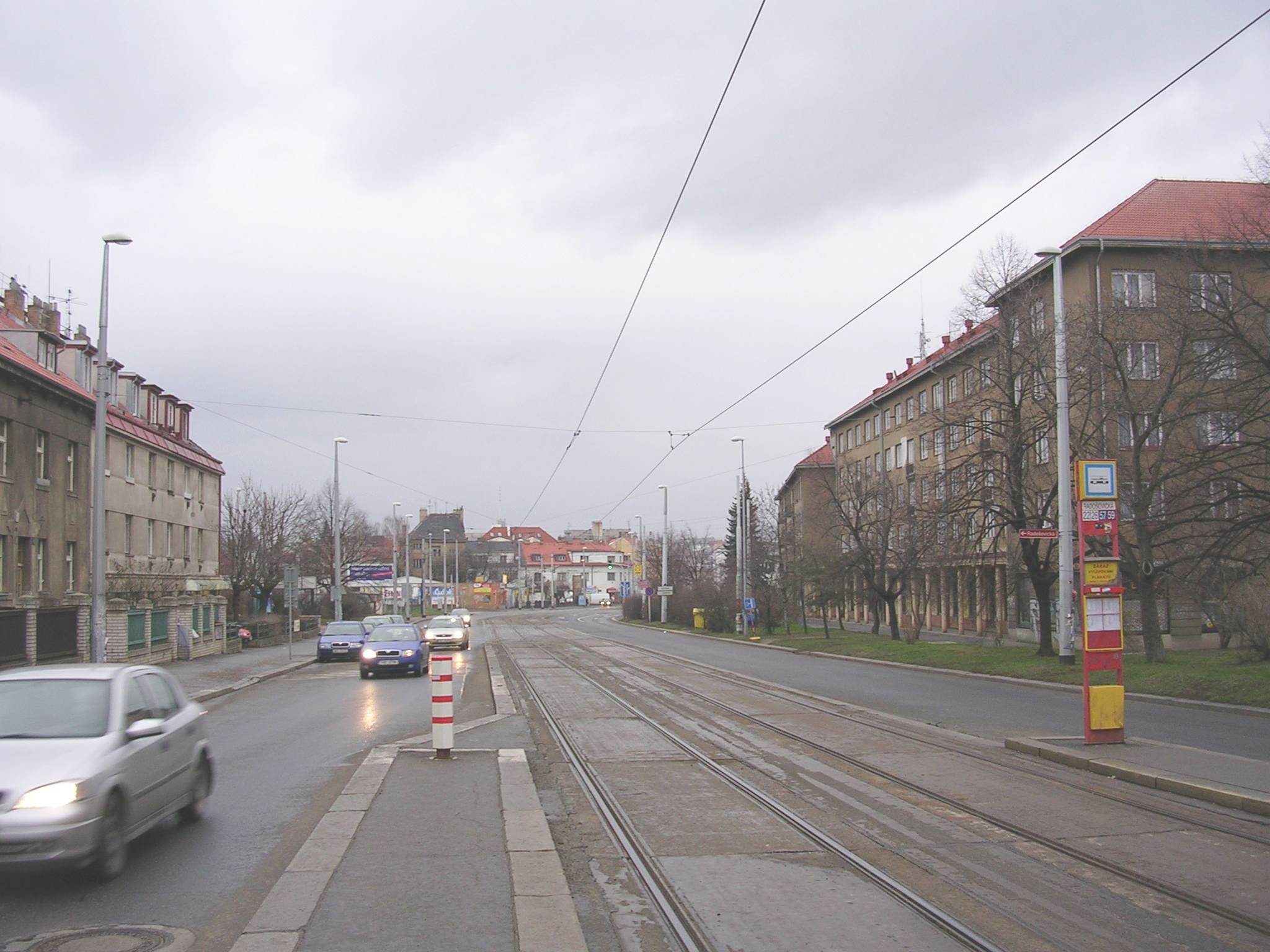
Průběžná ulice u smyčky Radošovická
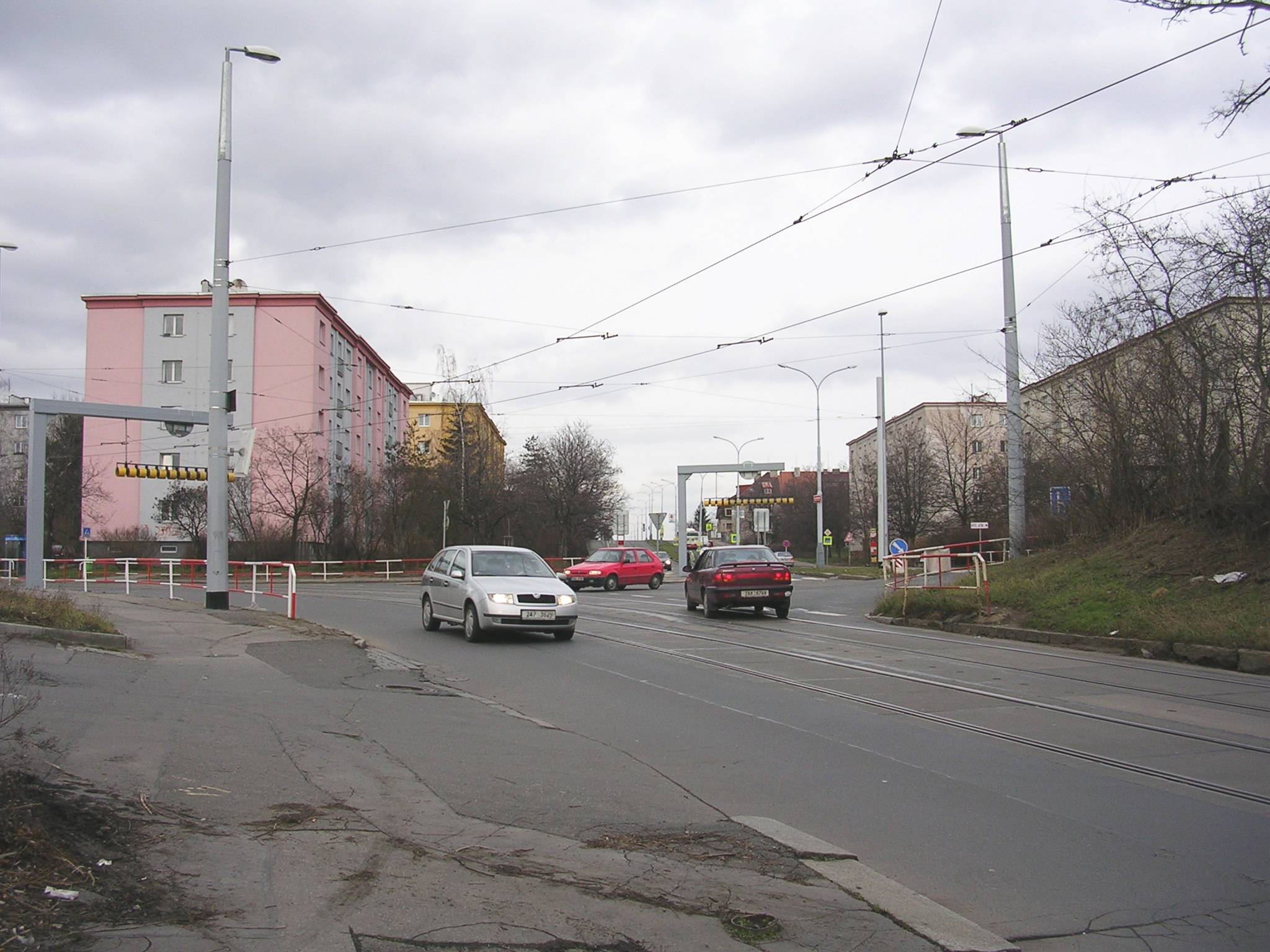
Křižovatka Na Padesátém
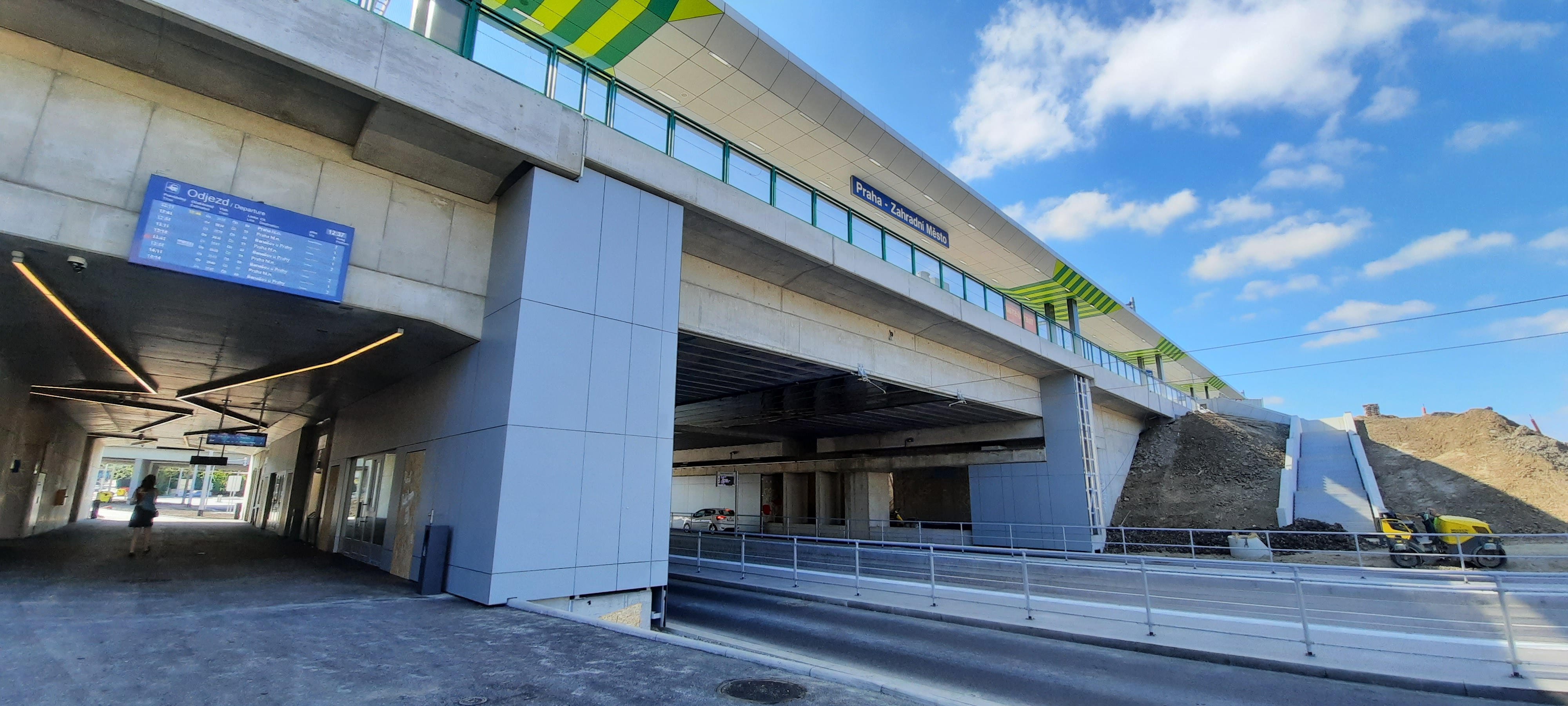
Podjezd pod železniční tratí se zastávkou Nádraží Zahradní Město
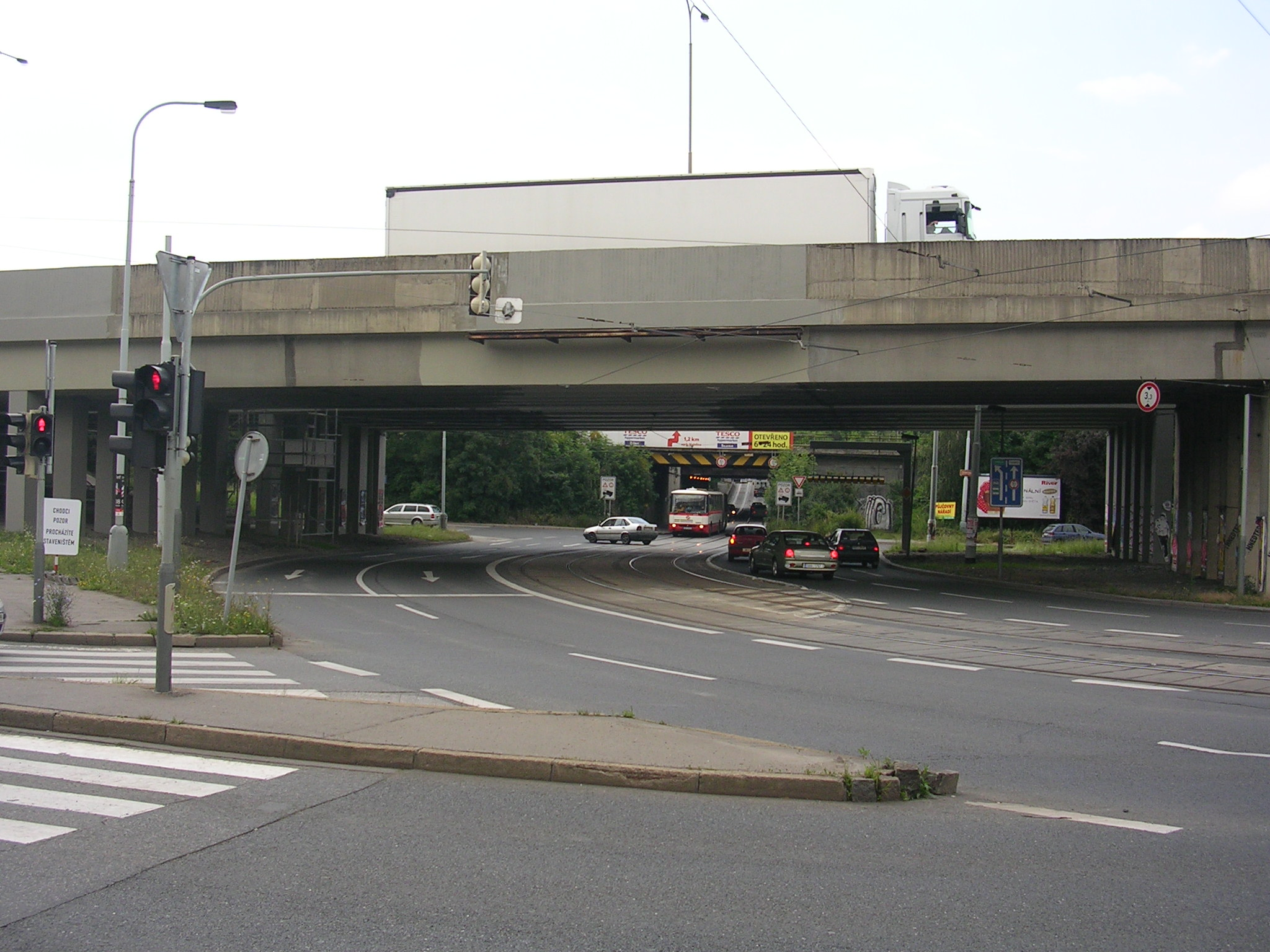
Podjezd pod Jižní spojkou
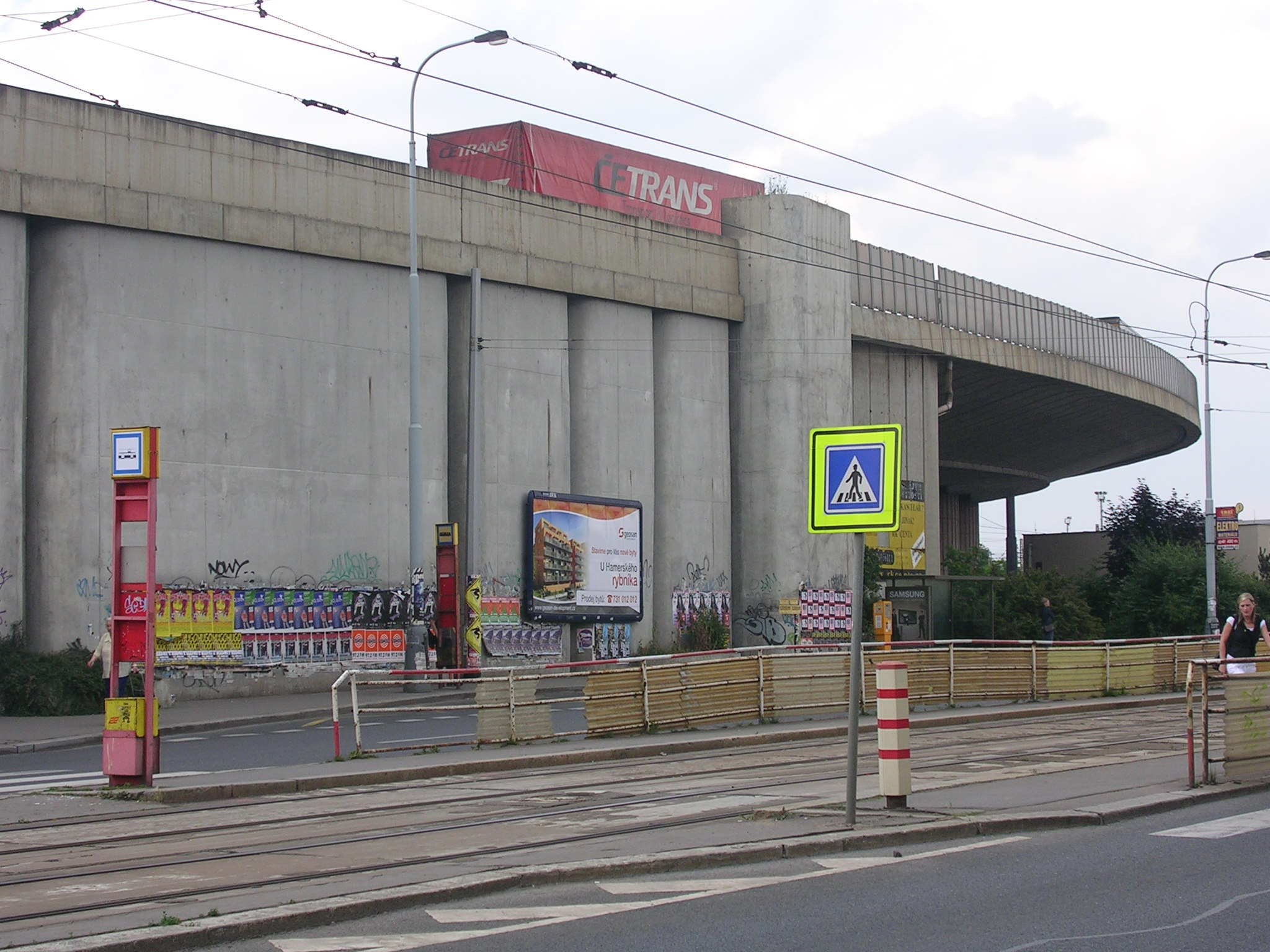
Zastávka Zahradní Město
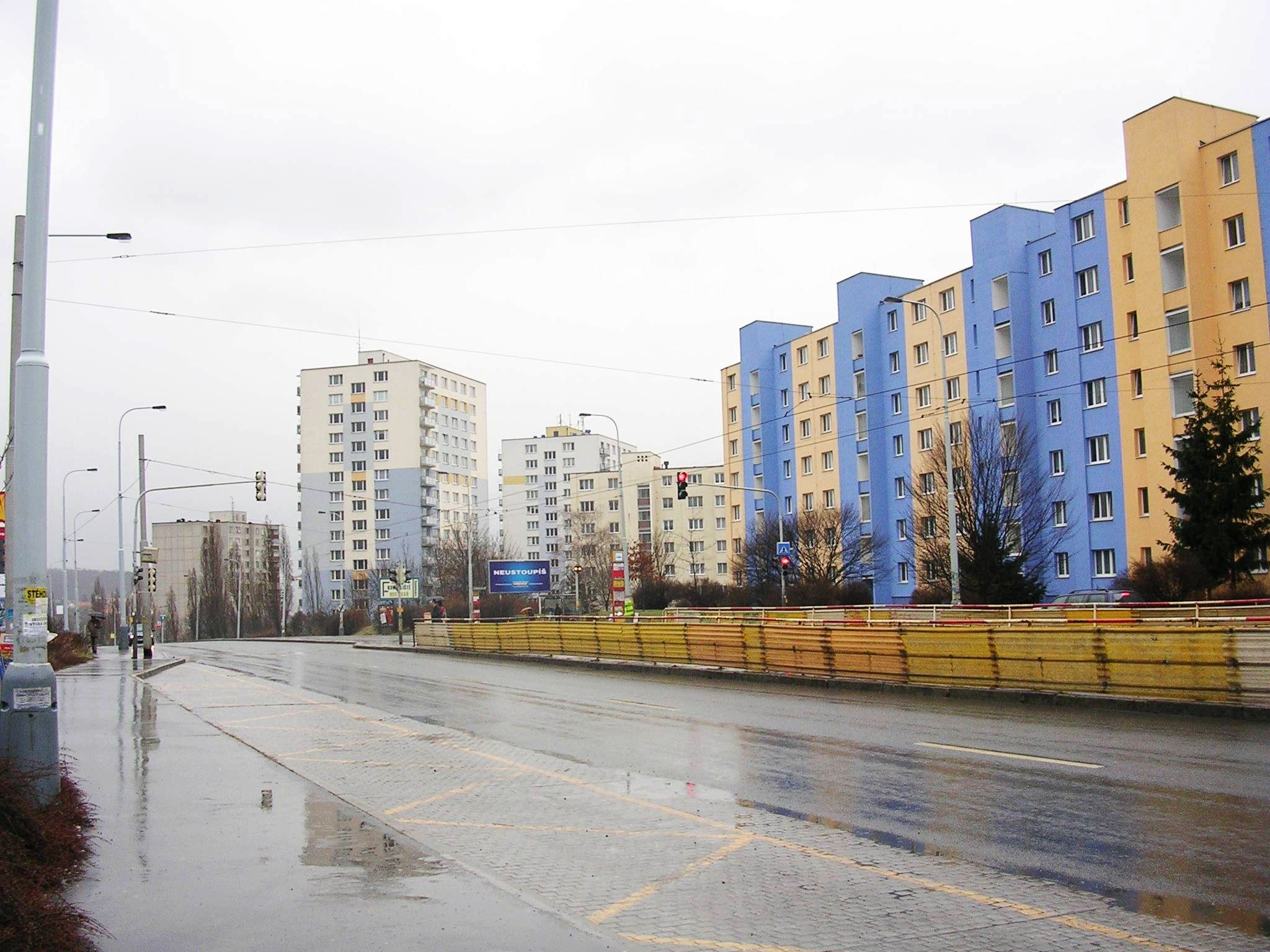
Zastávka Sídliště Zahradní Město
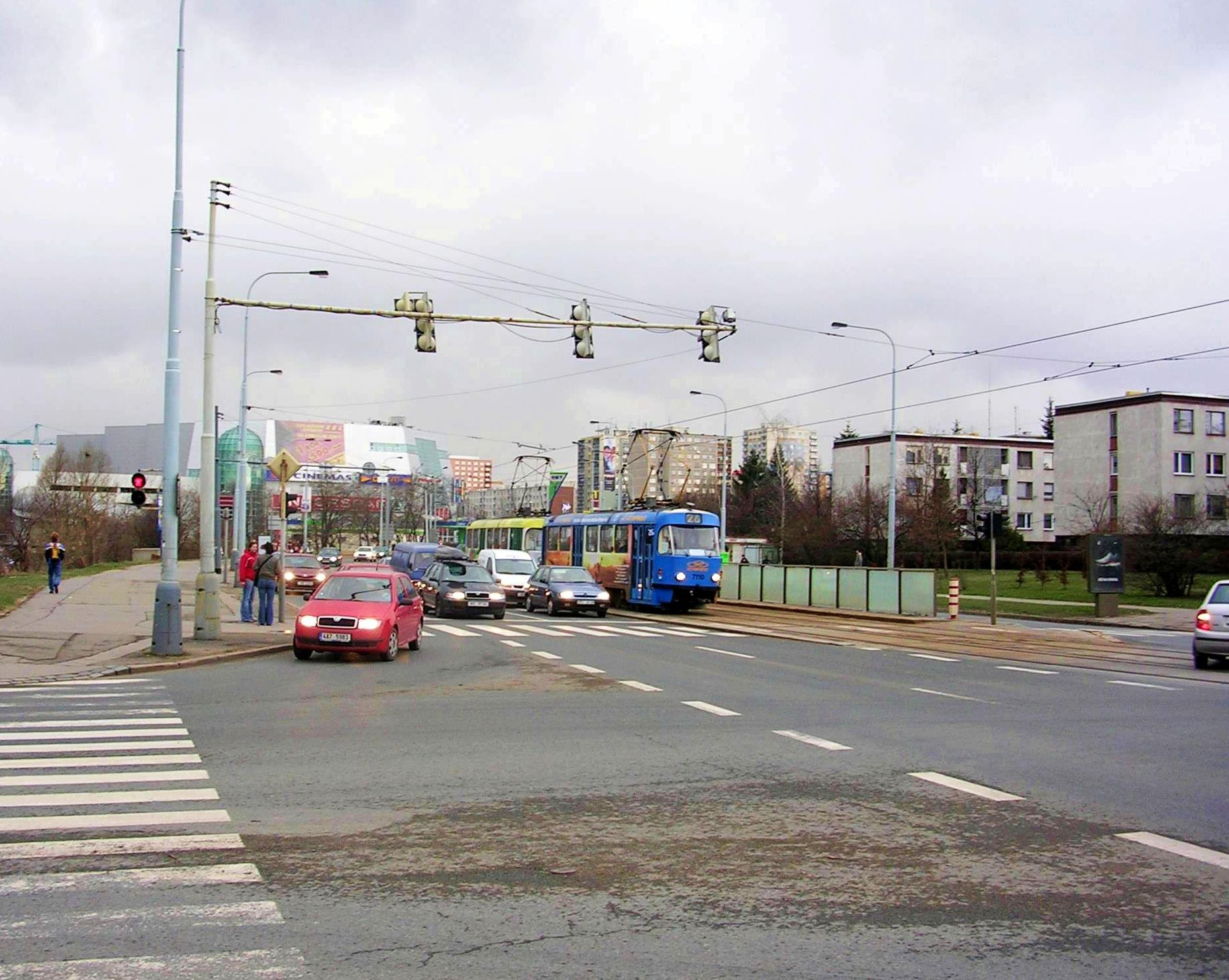
Křižovatka Na Groši (Švehlova – Pražská)
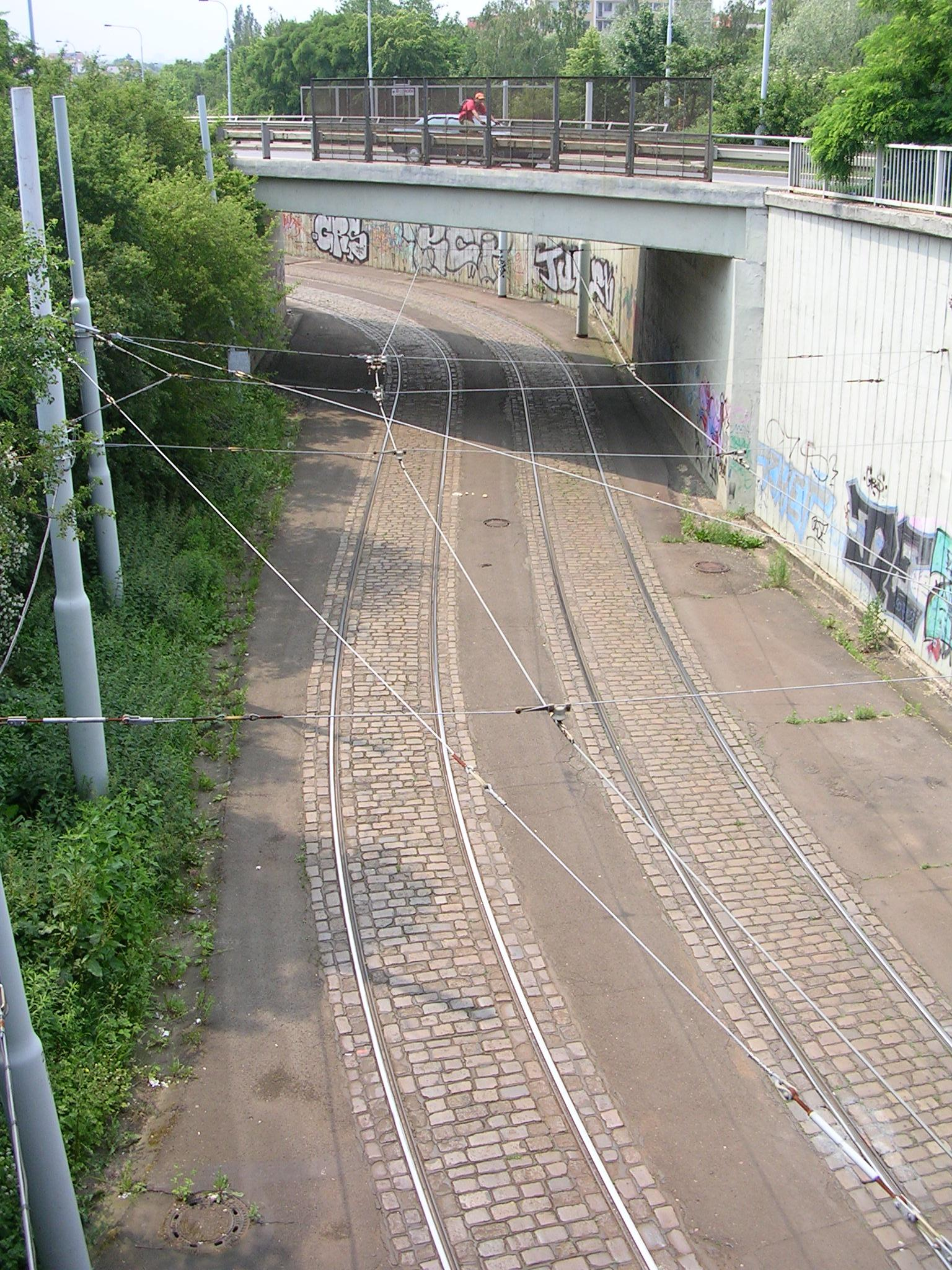
Podjezd pod Průmyslovou ulicí v závěrečném úseku trati

## Napojení
Křižovatka Průběžná: kolejové napojení tvaru T s kompletním obloukovým propojením, trať do Hostivaře odbočuje jihovýchodním směrem z přímé trati v ulici V olšinách v úseku mezi zastávkami Průběžná a Strašnická. Křižovatka je řízena světelným signalizačním zařízením. Ke křižovatce ze západní strany těsně přiléhají zastávky Průběžná v ulici V Olšinách. Nedaleko křižovatky jsou i zastávky Na Hroudě v Průběžné ulici. V roce 1997 prošla křižovatka poslední rekonstrukcí.

## Obratiště

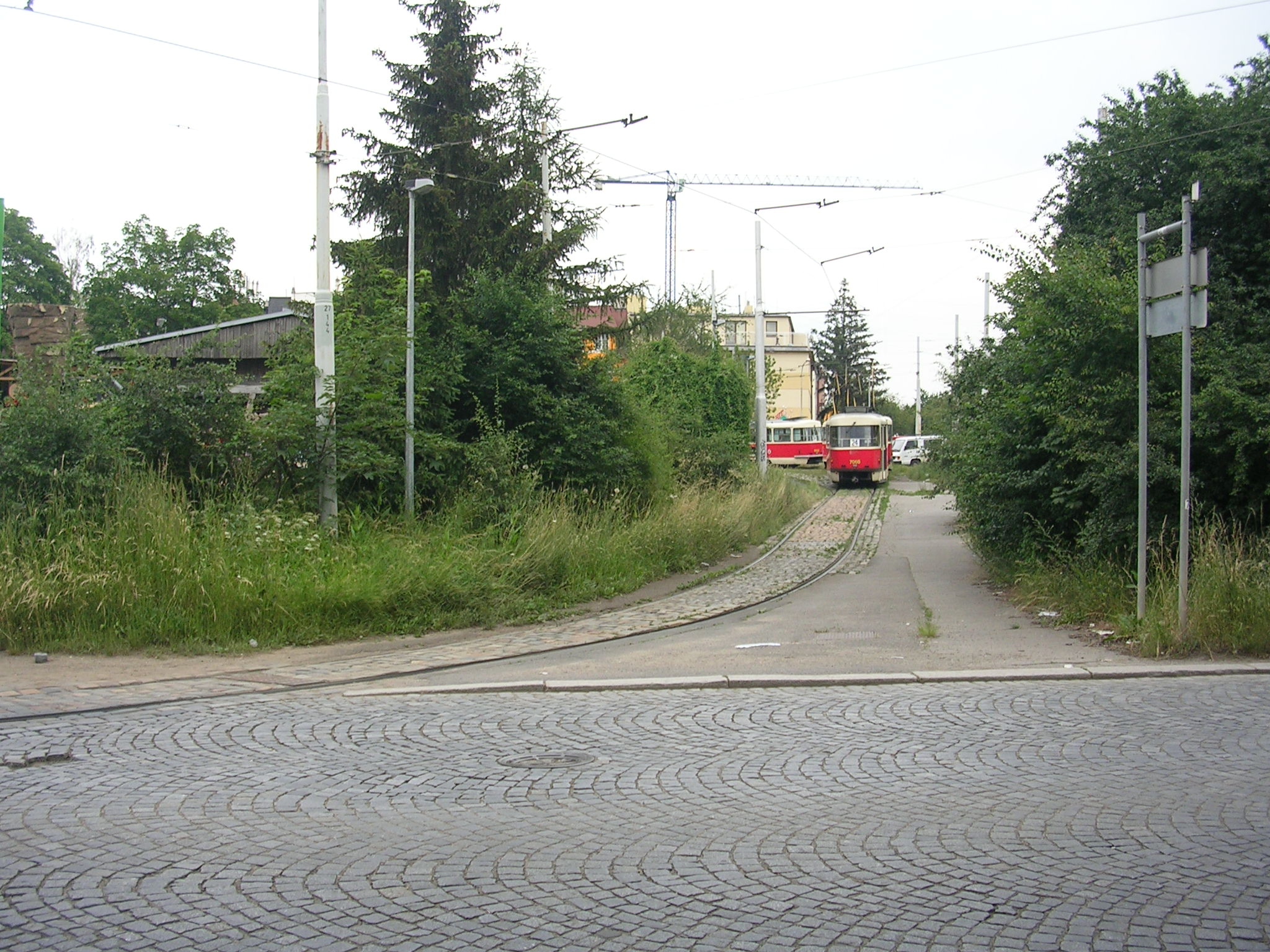
Smyčka Radošovická, bývalá výstupní zastávka

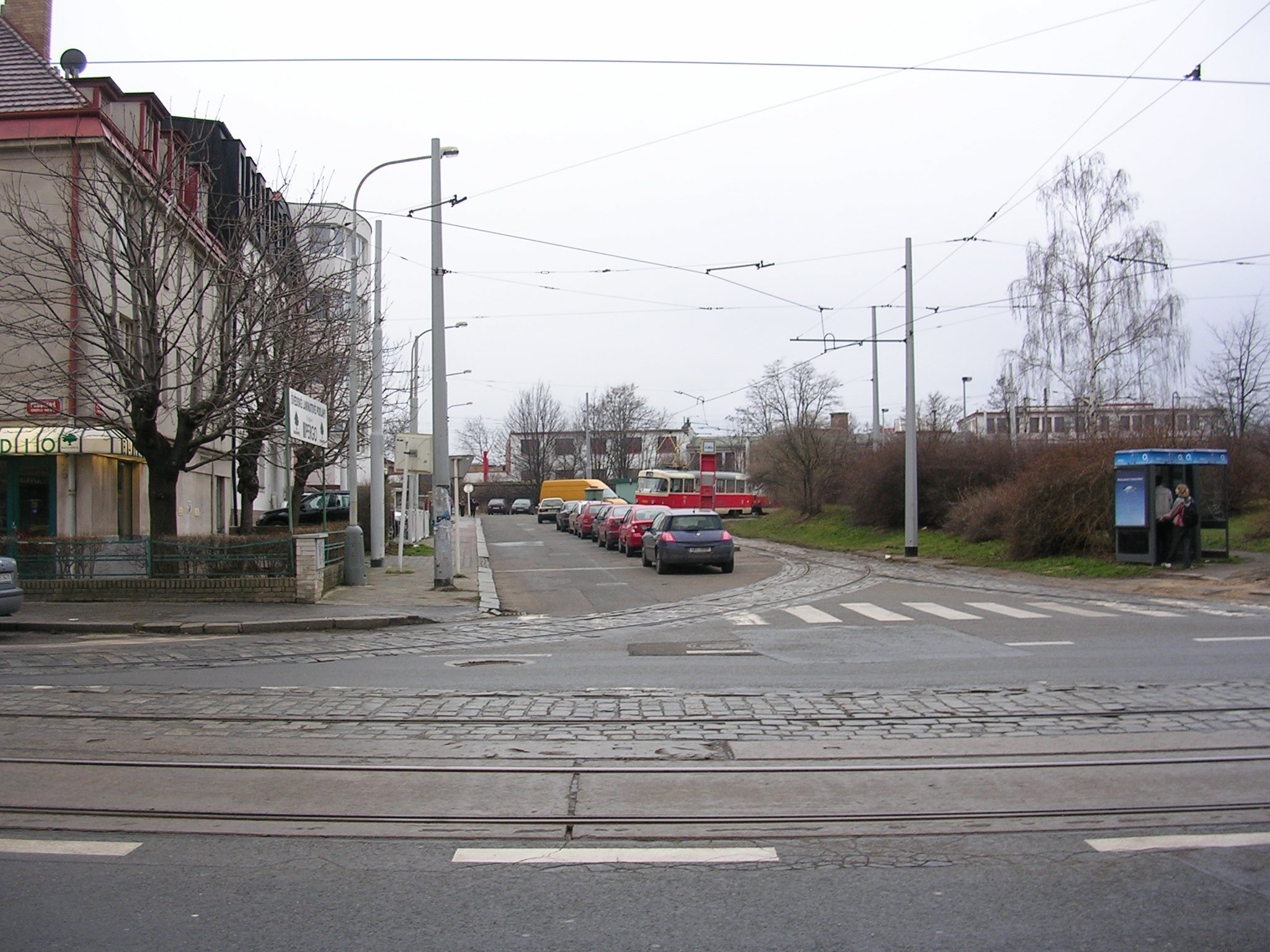
Radošovická, nástupní zastávka

Smyčka Radošovická je v podstatě blokovou smyčkou, má přibližně čtvercový tvar a v jejím vnitřku se nachází průmyslový objekt (Čačala – nábytek) a malý parčík. Je v provozu od 3. listopadu 1952. Leží jihozápadně od Průběžné ulice, tj. ve směru příjezdu od centra vpravo. Smyčka je jednosměrná a ve většině délky jednokolejná, krátká předjízdná kolej umožňuje předjet pouze soupravu 2xT3, avšak nelze předjet vůz KT8D5. V první části smyčky je kolej vedena v úrovni vozovky ulicí V korytech, po odbočení doleva následuje přímý úsek bývalé výstupní zastávky souběžný s ulicí Strančickou, v následujícím levém oblouku je trať rozdělena na dvě koleje a po pravé straně je zděné sociální zařízení pro řidiče a následuje přímý úsek s nástupním ostrůvkem nástupní zastávky souběžně s krátkou ulicí Radošovická, se kterou smyčka ústí opět do Průběžné ulice. Původně byla smyčka napojena jen na trať od centra, při rekonstrukci v roce 1985 však byly doplněny i oblouky pro směr do Hostivaře (a oficiálně uvedeny do provozu od 17. července 1986). Vjezd i výjezd ze smyčky je tedy nyní napojen na oba směry tratě v Průběžné ulici, což teoreticky umožňuje vozu, který vyjede ze smyčky směrem do centra, aby do smyčky ihned znovu vjel. Na křižovatce u vjezdu do smyčky je světelné signalizační zařízení, přičemž odbočení od Hostivaře do smyčky není zařazeno v běžném signálním plánu. Výjezd ze smyčky je zaopatřen pouze dopravními značkami upravujícími přednost. V roce 1996 byly vyměněny koleje ve smyčce. Kolej je klasické konstrukce s krytem ze žulové dlažby.
Stará smyčka Zahradní Město byla umístěna na náměstí Mezi zahrádkami na kraji Zahradního Města, po průjezdu trati pod železniční tratí 221, seřaďovacím nádražím a nákladní železniční jižní spojkou. Byla jednokolejná a napojená pouze na trať z podjezdu (nebylo možné do ní vjíždět od Hostivaře ani vyjíždět do Hostivaře). Výstupní i nástupní zastávka byly ve smyčce v levotočivém oblouku. Zrušena byla v souvislosti s výstavbou Jižní spojky. Zůstaly po ní dva atypické sloupy veřejného osvětlení, které stály kolem ní.
Nová smyčka Zahradní Město, otevřena 16. září 2021, je umístěna ve směru z centra až za zastávkou Zahradní Město, pod Lanovým mostem Jižní spojky. Je dvoukolejná jednosměrná a napojená v křižovatce Švehlova – Topolová – Ždánická pouze na trať směrem z centra (není možné na ni vjíždět od Hostivaře ani vyjíždět do Hostivaře). V běžném provozu slouží pro ukončení posilových spojů linky 22.
Smyčka Náměstí J. Marata byla koncová, dvojkolejná jednosměrná, a byla umístěna v prostoru mezi dnešní Hornoměcholupskou a Průmyslovou ulicí. Zrušena byla v souvislosti s prodloužením trati do nové smyčky Nádraží Hostivař a výstavbou Průmyslové ulice.
Smyčka Nádraží Hostivař je poměrně rozlehlá a je zahloubena po úrovní okolního terénu. O úroveň výš tramvajovou smyčku obchází autobusová otočka, která původně sloužila návazné autobusové dopravě do sídlišť Hornoměcholupská a Horní Měcholupy, nyní ji užívá prakticky jen jedna noční autobusová linka a autobusy ze sídlišť jezdí přímo k metru. Tramvajová smyčka má vybudovány mimoúrovňové přístupy pomocí podchodů pod Průmyslovou ulicí i autobusovou otočkou; po změnách autobusového provozu však přístup k nynějším autobusovým zastávkám v ulici Plukovníka Mráze příliš prakticky dořešen není. Tramvajová smyčka má tři koleje a na dvou místech přejezdy mezi nimi. Výstupní zastávky jsou pouze u pravé a střední koleje, nástupní zastávky u všech tří kolejí.

## Doprava
V roce 1938 končila na trojúhelníku křižovatky Průběžná linka 22 ve směru od Vinice a na konečnou Zahradní město jezdila linka 4, přijíždějící od Nuselského údolí. V roce 1948 na Průběžné místo linky 22 končila linka 11, linka 4 jezdila do smyčky Zahradní město a tam na ni navazovala autobusová linka M jedoucí Strašnickou, Pražskou a Hostivařskou ulicí k nádraží Hostivař – v trase dnešní Švehlovy ulice tehdy ještě žádná cesta nevedla.
Po prodloužení trati ze Zahradního města do Hostivaře od 3. ledna 1954 zůstala linka 4 ukončena v Zahradním Městě, protože na tuto linku byly nasazeny moderní vozy Tatra T1 a pro nový úsek nebyla ještě dostavěná měnírna, která by jejich výkon utáhla. Proto dočasně až do léta 1955 jezdila v úseku Zahradní Město – Hostivař linka 24.
Od 13. března 1961 končila ve smyčce Radošovická linka 26, ve smyčce Zahradní Město linka 10 a ve smyčce Hostivař linka 4. V roce 1975 končila na Radošovické linka 13, v Zahradním Městě linka 24 a na náměstí Marata jezdily linky 4 a 10. V roce 1979 na Radošovické končily linky 4 a 26, v Zahradním Městě linka 24 a na náměstí Marata jezdily linky 7 (napájecí linka ke stanici metra Náměstí Míru) a 10. V roce 1980 na Radošovické končily linky 4 a 26, v Zahradním Městě linka 24 a na náměstí Marata linky 10 a 22. Od července 1987 do roku 1990 jezdila z Hostivaře ve špičkách navíc napájecí linka 14 přes novou stanici metra Strašnická na Černokosteleckou. V roce 1990 na Radošovické končily linky 6, 24 a 51 a u nádraží Hostivař linky 22, 26 a 57. V roce 2005 na Radošovické končily linky 24 a 51 a u nádraží Hostivař i nadále linky 22, 26 a 57. V roce 2008 (od data otevření tratě na Radlickou) Radošovickou opustila linka 24 a místo ní zde končí linka 19.
Pro dopravu k metru není tato tramvajová trať příliš vhodná, ke stanici metra Skalka jsou používány souběžné autobusové linky. Pro spojení ke stanici metra Strašnická je trať použitelná zejména z okolí Průběžné ulice.
Přestupní body na autobusy MHD jsou u zastávek Nádraží Strašnice (autobusy do ulice V korytech), Nádraží Zahradní Město (autobusy ke stanici metra Skalka), Zahradní Město (zejména autobusy směrem k zastávce Centrum Zahradní Město), Na Groši (zejména páteřní linka 177 směrem na sídliště Košík a Jižní Město) a Nádraží Hostivař (autobusy do malešicko-hostivařské průmyslové oblasti a do sídlišť Hornoměcholupská a Horní Měcholupy-Petrovice). Ve Švehlově ulici je několik autobusových linek vedeno souběžně s tramvajovou tratí, nejvíce v úseku mezi zastávkami Nádraží Zahradní Město a Zahradní Město.